# Kerstmis (Marco Borsato)
Kerstmis is een single van Marco Borsato. Het is afkomstig van zijn album Dromen durven delen. Theoretisch is dit de derde single die van het album afgehaald wordt, doch Schouder aan schouder kwam ver voor het album uit. Het is Borsato’s eerste kerstsingle. De single kwam in een speciale editie als kerstbal op de markt en bevatte tevens de mogelijkheid op een vrijkaartje te winnen voor de film Het geheim. Al die tijd was B-kant.

## Hitnoteringen

### Nederlandse Top 40
| Positie: | 33 | 16 | 11 | 26 | 34 | uit |

### NederlandseSingle Top 100
| Hitnotering: (Week 1 t/m 4) 18-12-2010 t/m 08-01-2011 Hitnotering: (Week 5 t/m 6) 24-12-2011 t/m 31-12-2011 | Hitnotering: (Week 1 t/m 4) 18-12-2010 t/m 08-01-2011 Hitnotering: (Week 5 t/m 6) 24-12-2011 t/m 31-12-2011 | Hitnotering: (Week 1 t/m 4) 18-12-2010 t/m 08-01-2011 Hitnotering: (Week 5 t/m 6) 24-12-2011 t/m 31-12-2011 | Hitnotering: (Week 1 t/m 4) 18-12-2010 t/m 08-01-2011 Hitnotering: (Week 5 t/m 6) 24-12-2011 t/m 31-12-2011 | Hitnotering: (Week 1 t/m 4) 18-12-2010 t/m 08-01-2011 Hitnotering: (Week 5 t/m 6) 24-12-2011 t/m 31-12-2011 | Hitnotering: (Week 1 t/m 4) 18-12-2010 t/m 08-01-2011 Hitnotering: (Week 5 t/m 6) 24-12-2011 t/m 31-12-2011 | Hitnotering: (Week 1 t/m 4) 18-12-2010 t/m 08-01-2011 Hitnotering: (Week 5 t/m 6) 24-12-2011 t/m 31-12-2011 | Hitnotering: (Week 1 t/m 4) 18-12-2010 t/m 08-01-2011 Hitnotering: (Week 5 t/m 6) 24-12-2011 t/m 31-12-2011 | Hitnotering: (Week 1 t/m 4) 18-12-2010 t/m 08-01-2011 Hitnotering: (Week 5 t/m 6) 24-12-2011 t/m 31-12-2011 |
| Week: | 1 | 2 | 3 | 4 | | 5 | 6 | |
| --- | --- | --- | --- | --- | --- | --- | --- | --- |
| Positie: | 5 | 3 | 16 | 73 | uit | 88 | 75 | uit |